# Beyond Retro
Beyond Retro är en butikskedja som säljer vintagekläder. År 2024 hade de 17 butiker fördelade i Storbritannien, Sverige och Finland. De sålde även online.

## Historik
Beyond Retros första butik öppnade i östra London 2002 av paret Steven Bethell och  Helene Carter-Bethell. Butiken på Great Marlbourough Street i centrala London öppnade 2006 och i oktober 2009 öppnade den stora butiken i Brighton. Den första av Beyond Retros butiker i Sverige öppnade på Södermalm, Åsögatan 144, 2005. År 2009 öppnade Beyond Retro både sin butik i Stockholms city, på Drottninggatan 77 men också i Topshops lokaler i Arkaden i Göteborg. Butiken i Zinkensdamm öppnade 2010. År 2010 invigdes även Beyond retros onlinehandel.
År 2019 hade Beyond Retro har butiker i London, Brighton, Stockholm, Göteborg och Malmö. Året därpå i ledde kedjan ett samarbete med Gina Tricot. Kedjan öppnade sin åttonde butik i Sverige 2022, detta i Uppsala. Samma år stängdes butiken i Falkenberg som invigdes ett år tidigare. Orsaken var bristande försäljning, delvis beroende på Covid-19-pandemin. År 2024 hade de 17 butiker fördelade i Storbritannien, Sverige och Finland. De sålde även online.

## Verksamhet
Beyond Retro har, förutom butiker, även en onlinehandel som skickar vintage över hela världen. I butikerna kan man hitta kläder från alla olika årtionden, för både damer och herrar. De tar inte emot kläder som skänks av privatpersoner, utan istället köper kedjans ”plockare” utvalda kläder i USA och Kanada som sedan säljs i deras butiker.
Beyond Retro är kända för deras kreativa butiker med vintageplagg speciellt plockade utefter säsong och trend och sina kulturinriktade events med utställningar, spelningar och installationer. 
I både England och Sverige har Beyond Retro kritiserats av djurrättsaktivister för att de säljer kläder av päls. De har även kritiserats för den långväga frakten av kläderna som säljs i butiken. Detta av miljöskäl.